# فرودگاه اوکتیلیوو
فرودگاه اوکتیلیوو (به انگلیسی: Ocotillo Airport) یک فرودگاه همگانی بهره‌برداری هوایی است که یک باند فرود خاک دارد و طول باند آن ۱۲۸۳ متر است. این فرودگاه در کشور ایالات متحده آمریکا قرار دارد و در ارتفاع ۴۹ متری از سطح دریا واقع شده‌است.